# 1926
Het jaar 1926 is een jaartal volgens de christelijke jaartelling.

## Gebeurtenissen
januari
- 1 - Een overstroming van de Rijn zet Keulen onder water. 50.000 mensen moeten worden geëvacueerd.
- 2 - Overal in Europa treden rivieren buiten hun oevers. In Nederland is er een dijkdoorbraak bij Nederasselt in Gelderland, en een overstroming rondom Nijmegen. Zie Overstroming van de Maas (1926)
- 6 - Dijkdoorbraak bij Zalk.
- 6 - Oprichting van de Duitse luchtvaartmaatschappij Lufthansa.
- 13 - In Nederlands-Indië wordt de islamitische organisatie Nahdlatul Ulama gesticht.
- 21 - Het Belgische parlement gaat akkoord met het Verdrag van Locarno.
- 23 - Nederland speelt in Antwerpen zijn eerste officiële hockeyinterland. Tegenstander is België, dat met 2-1 wordt verslagen.
- 27 - John Logie Baird geeft de eerste demonstratie van een nieuwe uitvinding: de televisie.
- 27 - De Amerikaanse Senaat stemt in met aansluiting bij het Statuut van het Permanent Hof van Internationale Justitie in Den Haag met de beperking dat de rechtsmacht van het Hof niet door de Verenigde Staten zal worden aanvaard.
- januari - Mohammed Hatta wordt voorzitter van Perhimpoenan Indonesia, de vereniging van Indische studenten in Nederland.

februari
maart
- 1 - Oprichting van de Hilversumsche Draadlooze Omroep.
- 8 - Beëdiging van het eerste kabinet-De Geer.
- 14 - De VPRO zendt voor het eerst uit.
- 16 - Robert Goddard lanceert de eerste raket met vloeibare brandstof.
- 25 - In Den Haag wordt een filiaal van het warenhuis De Bijenkorf geopend. Als eerste in Nederland beschikt de winkel over een roltrap.

april
- 1 - De gemeente Amsterdam koopt het militaire luchtkamp Schiphol.
- 25 - In La Scala te Milaan gaat de opera Turandot van Puccini in première.
- 25 - Reza Pahlavi tot sjah van Perzië gekroond.
- 26 - De Republiek van Weimar en de Sovjet-Unie sluiten een neutraliteitsverdrag.

mei
- 3 - In het Verenigd Koninkrijk breekt een grote nationale staking uit.
- 5 - In het Ruhrgebied komen door een fusie de Vereinigte Stahlwerke tot stand, die een derde vertegenwoordigen van de Duitse staalproductie.
- 12 - Roald Amundsen, Lincoln Ellsworth en Umberto Nobile bereiken met het luchtschip Norge vanuit Spitsbergen de Noordpool, waar een Italiaanse, Noorse en Amerikaanse vlag worden neergelaten. Twee dagen later landt het luchtschip bij Teller in Alaska.
- 19 - Józef Piłsudski krijgt met een staatsgreep de macht in Polen in handen.
- 19 - Na dertien jaar wordt de aanleg van het Stadspark (Groningen) voltooid met de opening van het centraal gelegen Stadsparkpaviljoen.
- 28 - Na een militaire staatsgreep wordt Portugal een rechtse dictatuur.
- 31 - Oprichting van het Krugerpark in Zuid-Afrika.
- Leon Trotski verbindt zich met Grigori Zinovjev en Lev Kamenev tot de 'Linkse Oppositie' tegen Stalin.

juni
- 9 - Emir Amanoellah Khan van Afghanistan wordt koning Amanoellah Sjah.
- 20 - Demonstratie van de eerste draadloze telefoon te Berlijn.
- juni - De pro-Japanse Chinese krijgsheer Zhang Zuolin neemt de hoofdstad Peking in tijdens de Tweede Zhili-Fengtian Oorlog.

juli
- 2 - De Wet-Calles beperkt sterk de openbare uitoefening van de katholieke godsdienst in Mexico.
- 18 - De tot nog toe langste Ronde van Frankrijk ooit (5745 km) gaat van start.
- 23 - De Nationale Maatschappij der Belgische Spoorwegen (NMBS) wordt opgericht.
- 27 - De Hitlerjugend wordt goedgekeurd door Hitler.

augustus
- 6 - Voor het eerst speelt een vrouw het klaar zwemmend het Kanaal over te steken en de krachttoer van kapitein Webb uit 1875 te evenaren. Bij haar tweede poging zwemt de Amerikaanse Gertrude Ederle van Frankrijk naar Engeland in de nieuwe toptijd van 14 uur en 39 minuten.
- 6 - De Fransman Yves le Prieur slaagt erin om tien minuten onder water te blijven; hij wordt daarmee de eerste kikvorsman.
- 11 - De laatste schakel van de West-Vlaamse kusttram, Groenendijk-Bad - Koksijde-Bad, wordt in dienst genomen.
- 22 - In Griekenland komt door een staatsgreep onder leiding van generaal Kondylis de regering Pangalos ten val. Kondylis wordt premier.
- 26 - Oprichting van de Italiaanse voetbalclub AC Fiorentina.
- - Eerste editie van het SF-blad Amazing stories, onder redactie van Hugo Gernsback.

september
- 1 - Oprichting van het jazzorkest The Ramblers.
- 3 -  In Berlijn wordt de Funkturm ingehuldigd ter gelegenheid van de derde "Grossen Deutschen Funkausstellung" (derde Grote Duitse radiotentoonstelling).
- 9 - Trein 218 van Den Haag naar Amsterdam ontspoort bij Station De Vink onder Voorschoten. Het artiestenechtpaar David Jessurun Lobo-Greta Braakensiek en een leerling-machinist komen om het leven. Een tiental mensen raakt gewond.
- 11 - De Italiaanse premier Mussolini ontsnapt aan een aanslag.
- 16 - De Spaanstalige krant La Opinión wordt voor het eerst gepubliceerd door Ignacio E. Lozano, met als doelgroep andere Mexicaanse immigranten in Los Angeles.
- 19 - Met een derby tussen de elftallen van AC Milan en Internazionale wordt het Stadion San Siro in gebruik genomen door de beide Milanese topclubs.

oktober
- 4 - In de Turkse Republiek neemt het parlement een burgerlijk wetboek aan naar het model van het Zwitserse Zivilgesetzbuch. Het juridisch onderscheid tussen mannen en vrouwen vervalt. Ook vrouwen kunnen nu geld erven en een echtscheiding aanvragen.
- oktober - De Berlijnse danseres Anita Berber treedt een maandlang op in Nederland. Gekleed, tot geruststelling van sommigen en teleurstelling van anderen.

november
- 4 - De eerste vestiging van de HEMA wordt geopend in Amsterdam.
- 8 - De Italiaanse communistenleider Antonio Gramsci wordt gearresteerd na een redevoering in het parlement tegen Mussolini's verbod op "geheime organisaties".
- 11 - De weg tussen Chicago en Los Angeles wordt officieel aangeduid als U.S. Route 66.
- 22 - Mart Stam maakt het schetsontwerp van de eerste achterpootloze verende buisstoel.

december
- 10 - De Duitser Edmund Germer krijgt een patent op de tl-lamp.
- 18 - Schmutz und Schund-literatuur wordt bij wet verboden in Duitsland door aanname van de Gesetz zur Bewahrung der Jugend vor Schund- und Schmutzschriften. De wet zal door de nazi's in 1933 gebruikt worden bij de boekverbranding in nazi-Duitsland.
- 30 - Het Nederlandse parlement stemt in met de invoering van Wegenbelasting voor automobilisten. De opbrengsten moeten worden gestort in een Wegenfonds.

Datum onbekend
- Damenklub Violetta, wordt opgericht door Lotte Hahm.

## Muziek
- Emmerich Kálmán schrijft de operette Die Zirkusprinzessin
- Giacomo Puccini schrijft de opera Turandot
- Sergei Rachmaninoff componeert zijn Piano Concerto No. 4, opus 40
- De Finse componist Jean Sibelius componeert Tapiola, opus 112
- 19 juni; première van Król Roger van Karol Szymanowski
- 17 juli: première van Symfonie nr. 1 van Knudåge Riisager
- 23 september: première van Altvioolconcert nr. 1 van Gordon Jacob
- 1 november; première van Symfonie nr. 5 van Natanael Berg
- 16 december - In Parijs gaat de opera Le Pauvre Matelot, opus 92 van Darius Milhaud in première.

## Beeldende kunst

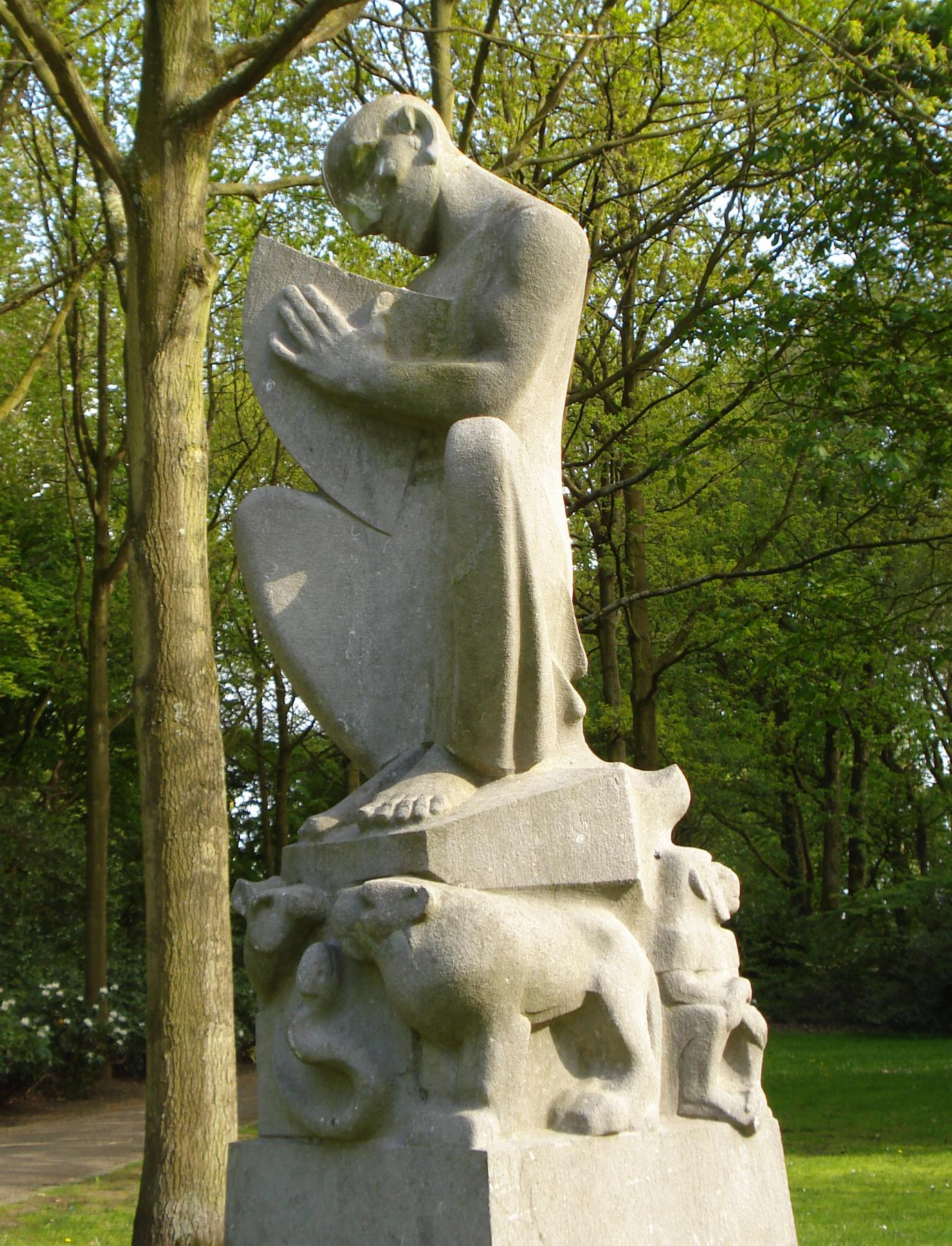
Anton Verhey (1926) John Rädecker, Rotterdam

## Bouwkunst

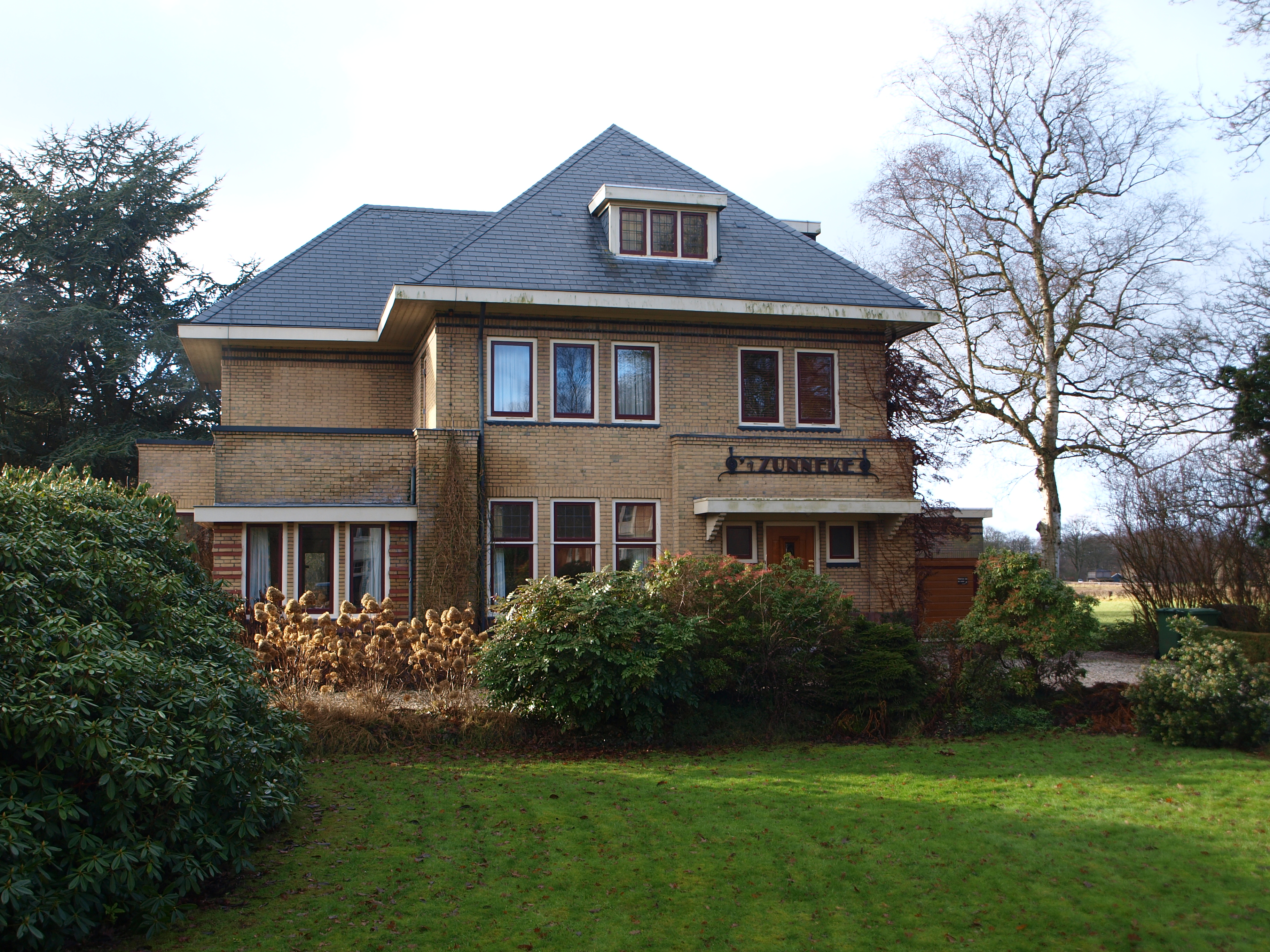
't Zunneke, Haren (1926) Markus de Vries
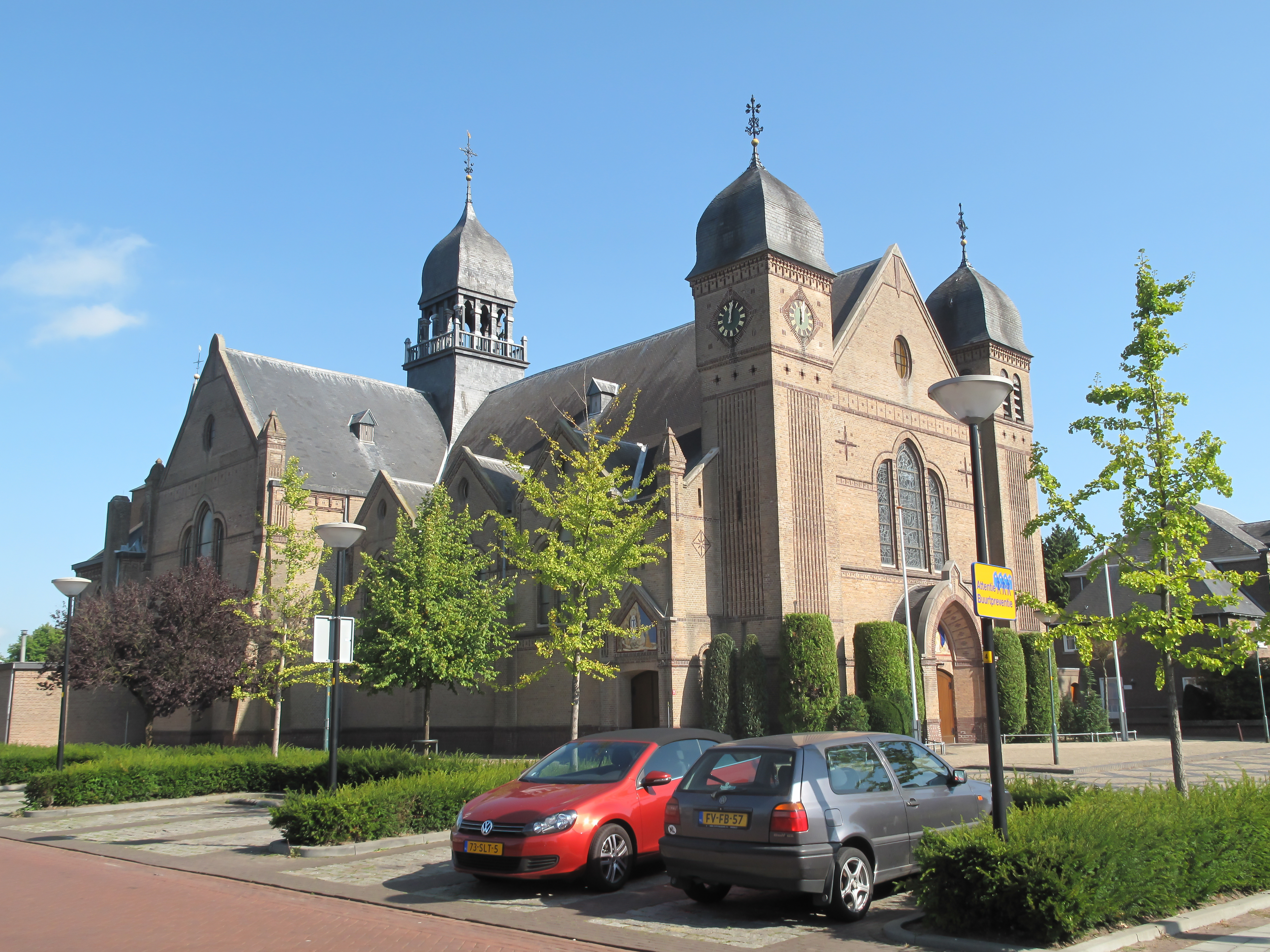
Sint-Petrus'-Bandenkerk (Bladel) (1926) Hubert van Groenendael

## Geboren

### januari
- 1 - Ate Doornbosch, Nederlands volkskundige en presentator (overleden 2010)
- 1 - José Manuel Estepa Llaurens, Spaans kardinaal (overleden 2019)
- 1 - Mahatam Singh, Indiaas cultureel attaché, taalkundige en ijveraar voor de Indiase talen in Suriname (overleden 2006)
- 1 - Claudio Villa, Italiaans zanger (overleden 1987)
- 2 - Jaap Oversteegen, Nederlands literatuurwetenschapper (overleden 1999)
- 3 - Ninel Kroetova, Oekraïens schoonspringster
- 3 - George Martin, Brits platenproducent en arrangeur (overleden 2016)
- 4 - Don Arden, Engels artiestenmanager (overleden 2007)
- 4 - Margareta Niculescu, Roemeens poppenspeler, regisseur en theatercriticus (overleden 2018)
- 4 - Theo Timmermans, Nederlands voetballer (overleden 1995)
- 4 - Joop den Tonkelaar, Nederlands weerman (overleden 2001)
- 5 - Joshua Benjamin Jeyaretnam, Singaporees politicus (overleden 2008)
- 5 - Veikko Karvonen, Fins atleet (overleden 2007)
- 6 - Pat Flaherty, Amerikaans Formule 1-coureur (overleden 2002)
- 6 - Enzo Sacchi, Italiaans baanwielrenner (overleden 1988)
- 6 - Walter Sedlmayr, Duits acteur (overleden 1990)
- 9 - Bucky Pizzarelli, Amerikaans jazzgitarist (overleden 2020)
- 11 - Kurt Löb, Duits-Nederlands kunstenaar (overleden 2015)
- 12 - Morton Feldman, Amerikaans componist (overleden 1987)
- 12 - Ray Price, Amerikaans countryzanger (overleden 2013)
- 13 - Michael Bond,  Brits schrijver (Beertje Paddington) (overleden 2017)
- 13 - Ahmed Ben Salah, Tunesisch politicus (overleden 2020)
- 14 - Jan Leijten, Nederlands rechtsgeleerde, voormalig advocaat-generaal (overleden 2014)
- 14 - Oswaldo Silva, Braziliaans voetballer bekend als Baltazar (overleden 1997)
- 15 - Bruce Cowan, Australisch politicus (overleden 2011)
- 17 - Aart Geurtsen, Nederlands politicus (overleden 2005)
- 17 - Nel van Vliet, Nederlands zwemster (overleden 2006)
- 18 - Hannie van Leeuwen, Nederlands politica (overleden 2018)
- 19 - Fritz Weaver, Amerikaans acteur (overleden 2016)
- 21 - Truck Branss, Duits regisseur (overleden 2005)
- 21 - Steve Reeves, Amerikaans acteur (overleden 2000)
- 21 - Roger Taillibert, Frans architect (overleden 2019)
- 22 - Aurèle Nicolet, Zwitsers fluitist en muziekpedagoog (overleden 2016)
- 24 - John Tishman, Amerikaans vastgoedontwikkelaar (overleden 2016)
- 25 - Youssef Chahine, Egyptisch filmregisseur (overleden 2008)
- 25 - Nel Karelse, Nederlands atlete (overleden 2015)
- 28 - Manuel Marinho Alves, Braziliaans voetballer bekend als Maneca (overleden 1961)
- 28 - Jimmy Bryan, Amerikaans autocoureur (overleden 1960)
- 31 - Elsa D'haen, Belgisch kunstenares (overleden 2013)
- 31 - Jan van Eyl, Nederlandse beeldhouwer (overleden 1996)

### februari
- 1 - Anne van Gent, Nederlands sociaaldemocratisch politicus (overleden 2022)
- 1 - Noemí Simonetto de Portela, Argentijns atlete (overleden 2011)
- 1 - Aldo Vastapane, Belgisch zakenman en vastgoedmagnaat (overleden 2023)
- 2 - Nydia Ecury, Arubaans onderwijzeres, schrijfster, vertaalster en actrice (overleden 2012)
- 2 - Valéry Giscard d'Estaing, Frans politicus; president 1974-1981 (overleden 2020)
- 2 - Miguel Obando Bravo S.D.B., Nicaraguaans kardinaal (overleden 2018)
- 2 - Glen Tetley, Amerikaans danser (overleden 2007)
- 3 - Franz Islacker, Duits voetballer (overleden 1970)
- 4 - Godelieve Devos, Belgisch volksvertegenwoordiger en burgemeester (overleden 2016)
- 4 - Albert Frère, Belgisch zakenman (overleden 2018)
- 4 - Gyula Grosics, Hongaars voetballer (overleden 2014)
- 7 - Konstantin Feoktistov, Russisch ruimtevaarder en wetenschapper (overleden 2009)
- 7 - Estanislao Karlic, Argentijns geestelijke (overleden 2025)
- 7 - Jopie Knol, Nederlands politica (overleden 2022)
- 8 - Sonja Ziemann, Duits actrice, danseres en zangeres (overleden 2020)
- 9 - Garret FitzGerald, Iers politicus (overleden 2011)
- 10 - Hazel Court, Brits actrice (overleden 2008)
- 11 - Paul Bocuse, Frans topkok (overleden 2018)
- 11 - Walter van der Kamp, Nederlands televisieregisseur (overleden 2009)
- 11 - Leslie Nielsen, Canadees/Amerikaans acteur (overleden 2010)
- 12 - Irene Camber, Italiaans schermster (overleden 2024)
- 12 - Berend Jan Udink, Nederlands politicus en bestuurder (overleden 2016)
- 13 - Jaap Bax, Nederlands sportjournalist en bestuurder (overleden  2017)
- 13 - Angkarn Kalayanapong, Thais schrijver, dichter en schilder (overleden 2012)
- 14 - Walter Brune, Duits architect (overleden 2021)
- 14 - Dolf Niezen, Nederlands voetballer (overleden 2020)
- 15 - Jan Hooglandt, Nederlands topman (overleden 2008)
- 15 - Trees Keultjes, Nederlands politieagente (overleden 2022)
- 16 - Margot Frank, Holocaustslachtoffer, zus van Anne Frank (overleden 1945)
- 17 - Juliette Brac, Frans actrice
- 17 - Friedrich Cerha, Oostenrijks componist en dirigent (overleden 2023)
- 18 - Jan Zwartkruis, Nederlands voetbaltrainer (overleden 2013)
- 19 - György Kurtág, Hongaars componiste
- 19 - Willem van de Moosdijk, Nederlands kwakzalver (de "kruidendokter") (overleden 2017)
- 20 - August Biswamitre, Surinaams politicus en vakbondsbestuurder (overleden 2017)
- 20 - Richard Matheson, Amerikaans schrijver (overleden 2013)
- 20 - Bob Richards, Amerikaans atleet (overleden 2023)
- 23 - Luigi De Magistris, Italiaans kardinaal (overleden 2022)
- 24 - Pier van Gosliga, Nederlands burgemeester (overleden 2019)
- 24 - Erich Loest, Duits schrijver (overleden 2013)
- 25 - René Thomas, Belgisch jazzgitarist (overleden 1975)
- 26 - Luzia Hartsuyker-Curjel, Nederlands/Duits architecte (overleden 2011)
- 26 - Efraín Sánchez, Colombiaans voetballer (overleden 2020)
- 27 - Sjaak Alberts, Nederlands voetballer (overleden 1997)
- 27 - Luc De Hovre, Belgisch rooms-katholiek hulpbisschop (overleden 2009)
- 27 - Klaas de Jong Ozn., Nederlands politicus (overleden 2011)

### maart
- 1 - Jan Eijkelboom, Nederlands schrijver, journalist, dichter (overleden 2008)
- 4 - Jaap Valken, Nederlands hoofdcommissaris van de Amsterdamse politie (1980-1987) (overleden 2018)
- 5 - Shimon Tzabar, Israëlisch/Brits militair, dichter, schrijver, publicist en kunstschilder (overleden 2007)
- 6 - Ann Curtis, Amerikaans zwemster (overleden 2012)
- 6 - Alan Greenspan, Amerikaans econoom, president van de Amerikaanse centrale banken
- 6 - Ray O'Connor, 22e premier van West-Australië (overleden 2013)
- 6 - Andrzej Wajda, Pools regisseur (overleden 2016)
- 7 - Ljubiša Spajić, Joegoslavisch voetballer en voetbaltrainer (overleden 2004)
- 8 - Franco Faggi, Italiaans roeier (overleden 2016)
- 8 - Joop M. Joosten, Nederlands kunsthistoricus (overleden 2017)
- 11 - Gaston Berghmans, Belgisch komiek en acteur (overleden 2016)
- 11 - Peer Schmidt, Duits acteur (overleden 2010)
- 16 - Jerry Lewis, Amerikaans acteur en komiek (overleden 2017)
- 17 - Siegfried Lenz Duits journalist en schrijver (overleden 2014)
- 19 - Ray Verhaeghe, Belgisch acteur
- 21 - Arcabas, Frans kunstschilder en beeldhouwer (overleden 2018)
- 21 - Heikki Hasu, Fins wintersporter (overleden 2025)
- 23 - Marcel Ernzer, Luxemburgs wielrenner (overleden 2003)
- 23 - Arnaldo Pomodoro, Italiaans beeldhouwer
- 23 - Conny van Rietschoten, Nederlands zeezeiler (overleden 2013)
- 24 - Dario Fo, Italiaans regisseur en toneelschrijver; Nobelprijswinnaar in 1997 (overleden 2016)
- 25 - László Papp, Hongaars bokser (overleden 2003)
- 25 - Shirley Jean Rickert, Amerikaans actrice (overleden 2009)
- 27 - Leo Wery, Nederlands hockeyer (overleden 2019)
- 29 - Lino Aldani, Italiaans sciencefictionschrijver (overleden 2009)
- 30 - Ingvar Kamprad, Zweeds zakenman en oprichter van IKEA (overleden 2018)
- 31 - Sydney Earle Chaplin, Amerikaans acteur (overleden 2009)
- 31 - John Fowles, Engels romanschrijver en essayist (overleden 2005)

### april

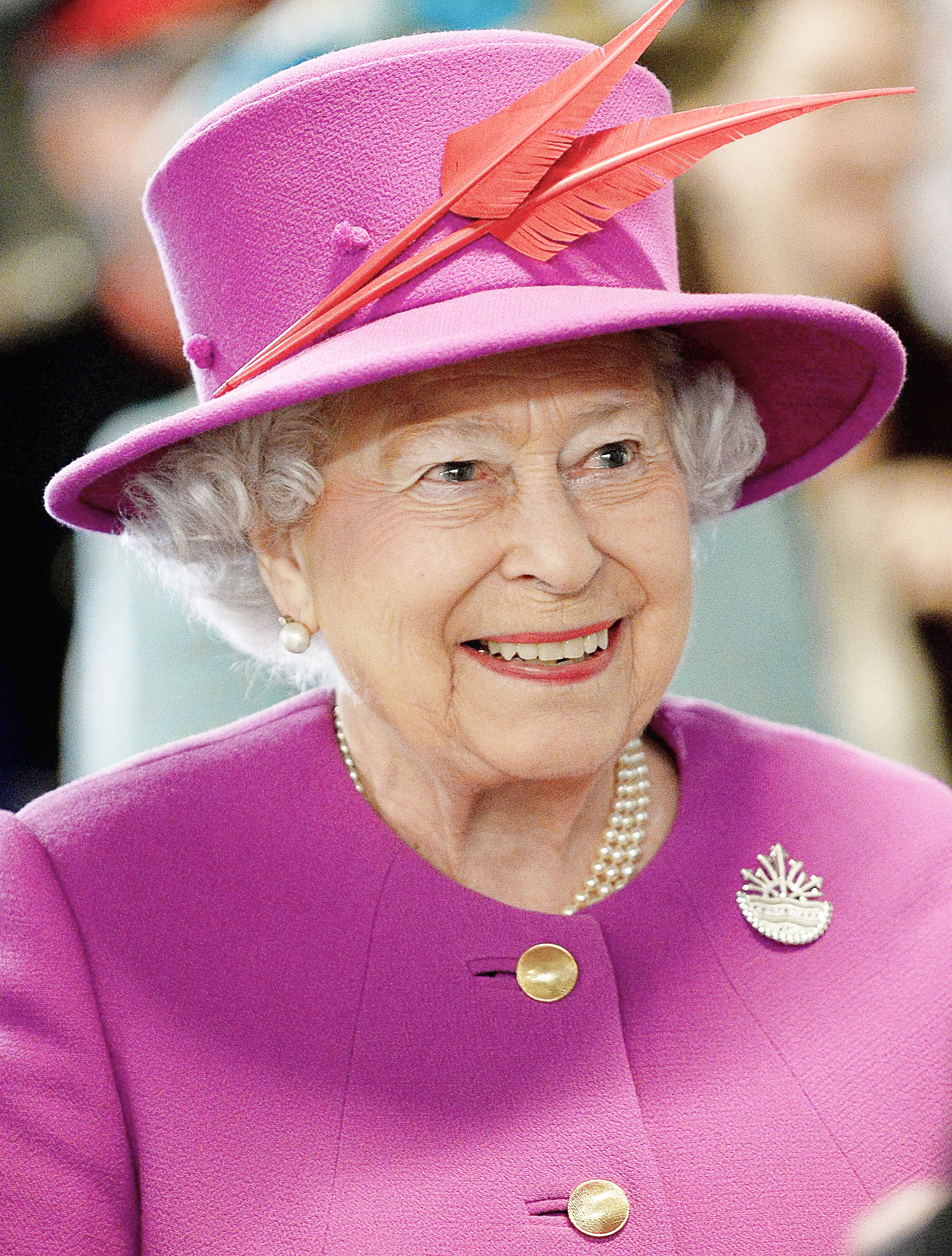
Elizabeth II
21 april

- 1 - Hans Ras, Nederlands taalkundige (overleden 2003)
- 2 - Jack Brabham, Australisch autocoureur (overleden 2014)
- 3 - Virgil Grissom, Amerikaans ruimtevaarder (overleden 1967)
- 3 - Jean Baptiste Peeters, Belgisch atleet (overleden 2021)
- 5 - Roger Corman, Amerikaans filmregisseur (overleden 2024)
- 5 - Jozef Van Nevel, Belgisch politicus (overleden 2012)
- 6 - Ian Paisley, Noord-Iers politiek leider (overleden 2014)
- 7 - Jon van Rood, Nederlands immunoloog (overleden 2017)
- 8 - Henry N. Cobb, Amerikaans architect (overleden 2020)
- 8 - Jürgen Moltmann, Duits theoloog (overleden 2024)
- 9 - Hugh Hefner, Amerikaans tijdschriftuitgever (Playboy) (overleden 2017)
- 9 - Herman Van Elsen, Belgisch politicus (overleden 2013)
- 10 - Jan Bluyssen, Nederlands R.K. geestelijke (bisschop van Den Bosch 1966-1983) (overleden 2013)
- 11 - José Poy, Argentijns voetbaldoelman en trainer (overleden 1996)
- 13 - André Testut, Monegaskisch autocoureur (overleden 2005)
- 14 - Leopoldo Calvo-Sotelo, Spaans minister en premier (overleden 2008)
- 16 - Suzanne Deriex, Zwitsers schrijfster (overleden 2024)
- 19 - William Klein, Amerikaans-Frans fotograaf (overleden 2022)
- 21 - Elizabeth II, Brits koningin (overleden 2022)
- 21 - Henk Neuman, Nederlands journalist (overleden 2010)
- 22 - Klaas Bakker, Nederlands voetballer (overleden 2016)
- 23 - J.P. Donleavy, Iers/Amerikaans schrijver (overleden 2017)
- 27 - Bob Bakels, Nederlands jurist (overleden 2004)
- 27 - Tim LaHaye, Amerikaans predikant en schrijver (overleden 2016)
- 28 - Blossom Dearie, Amerikaans jazzzangeres (overleden 2009)
- 28 - Harper Lee, Amerikaans schrijfster (overleden 2016)
- 29 - Eduardo Ricagni, Italo-Argentijns voetballer (overleden 2010)
- 30 - Hypoliet van den Bosch, Belgisch voetballer (overleden 2011)
- 30 - Edmund Cooper, Engels schrijver en dichter (overleden 1982)
- 30 - Cloris Leachman, Amerikaans actrice (overleden 2021)

### mei
- 1 - Felipe Santiago Benítez Avalos, Paraguayaans aartsbisschop (overleden 2009)
- 1 - Feyo Onno Joost Sickinghe, Nederlands industrieel en bestuurder (overleden 2006)
- 1 - Jos Ghysen, Belgisch radio- en televisiepresentator (overleden 2014)
- 1 - Peter Lax, Hongaars-Amerikaans wiskundige (overleden 2025)
- 5 - Víctor Ugarte, Boliviaans voetballer (overleden 1995)
- 6 - Wim van der Have, Nederlands politicus
- 6 - Lambert Tegenbosch, Nederlands kunstcriticus, publicist en galeriehouder (overleden 2017)
- 7 - Jaroslav Kurzweil, Tsjechisch wiskundige (overleden 2022)
- 7 - Jeen Nauta, Nederlands schaatser (overleden 1986)
- 7 - Klaas Runia, Nederlands theoloog, predikant en journalist (overleden 2006)
- 8 - David Attenborough, Brits filmmaker
- 10 - Hugo Banzer Suárez, Boliviaans president-dictator (overleden 2002)
- 10 - Alfreda Markowska, Pools Roma; overlevende van de genocide in WO II (overleden 2021)
- 11 - Teddy Scholten, Nederlands zangeres, winnares Eurovisiesongfestival 1959 (overleden 2010)
- 11 - Rob Schroeder, Amerikaans autocoureur (overleden 1989)
- 12 - George C. Williams, Amerikaans bioloog (overleden 2010)
- 13 - Charles Destrée, Nederlands verzetsstrijder en historicus (overleden 2019)
- 14 - Marcel Dussault, Frans wielrenner (overleden 2014)
- 14 - Norm Hall, Amerikaans autocoureur (overleden 1992)
- 16 - Jan Lanser, Nederlands vakbondsbestuurder en politicus (overleden 2019)
- 16 - Alina Szapocznikow, Pools beeldhouwer en graficus (overleden 1973)
- 17 - Tenniel Evans, Brits acteur (overleden 2009)
- 17 - Harry Shlaudeman, Amerikaans diplomaat (overleden 2018)
- 19 - Tadashi Sawashima, Japans regisseur (overleden 2018)
- 26 - Sukumar Azhikode, Indiaas schrijver, literatuurcriticus en polemist (overleden 2012)
- 26 - Miles Davis, Amerikaans jazzmusicus en componist (overleden 1991)
- 26 - Edo Spier, Nederlands architect, ontwerper, journalist en politicus (overleden 2022)
- 27 - Kees Rijvers, Nederlands voetballer en voetbaltrainer (overleden 2024)
- 28 - Bob Benny, Belgisch zanger (overleden 2011)
- 29 - Abdoulaye Wade, Senegalees president

### juni
- 1 - Andy Griffith, Amerikaans acteur (overleden 2012)
- 1 - Marilyn Monroe (Norma Jean Baker), Amerikaans filmster (overleden 1962)
- 2 - Raul Hilberg, Amerikaanse historicus (overleden 2007)
- 2 - Willy Slabbers, Belgisch atleet
- 2 - Gig Stephens, Amerikaans autocoureur (overleden 2014)
- 3 - Ipojucan, Braziliaans voetballer (overleden 1978)
- 3 - Jean Baptiste Peeters, Belgisch atleet (overleden 2021)
- 4 - Meredith Belbin, Brits wetenschapper (overleden 2025)
- 6 - Torsten Andersson, Zweeds kunstschilder (overleden 2009)
- 6 - Giotto Bizzarrini, Italiaans autobouwer (overleden 2023)
- 7 - Jef van der Heyden, Nederlands filmregisseur en schrijver (overleden 2011)
- 8 - Fred Kaps, Nederlands goochelaar (overleden 1980)
- 10 - Brita Borg, Zweeds zangeres en actrice (overleden 2010)
- 14 - Ivan Moscovich, Joegoslavisch bedenker van raadsels en puzzels (overleden 2023)
- 15 - Carlyle, Braziliaans voetballer (overleden 1982)
- 16 - Efraín Ríos Montt, Guatemalteeks dictator (overleden 2018)
- 17 - Giovanni Invernizzi, Italiaans roeier (overleden 1986)
- 18 - Aad Bak, Nederlands voetballer (overleden 2009)
- 18 - Allan Sandage, Amerikaans sterrenkundige (overleden 2010)
- 19 - Juan Hohberg, Uruguayaans voetballer en trainer (overleden 1996)
- 21 - Lou Ottens, Nederlands industrieel ontwerper (overleden 2021)
- 22 - Tadeusz Konwicki, Pools (scenario)schrijver en filmregisseur (overleden 2015)
- 23 - Arnaldo Pomodoro, Italiaans beeldhouwer (overleden 2025)
- 26 - Theodoor de Meester, Nederlands burgemeester (overleden 2019)
- 26 - Jean Schalekamp, Nederlands schrijver en vertaler (overleden 2015)
- 26 - Marian Turski, Pools historicus, journalist en Holocaustoverlevende (overleden 2025)
- 28 - Mel Brooks, Amerikaans filmacteur en producer
- 29 - Jaber al-Ahmad al-Jaber al-Sabah, Emir van Koeweit (overleden 2006)
- 29 - Pierre Barbotin, Frans wielrenner (overleden 2009)
- 30 - Peter Alexander, Oostenrijks zanger en acteur (overleden 2011)
- 30 - Paul Berg, Amerikaans scheikundige en Nobelprijswinnaar (overleden 2023)
- 30 - Henk Bouwman, Nederlands hockeyer (overleden 1995)
- 30 - André Dufraisse, Frans veldrijder; wereldkampioen 1954 t/m 1958 (overleden 2021)

### juli
- 1 - Hans Werner Henze, Duits componist (overleden 2012)
- 1 - J.J. Voskuil, Nederlands schrijver (overleden 2008)
- 4 - Wolfgang Seidel, Duits autocoureur (overleden 1987)
- 4 - Alfredo Di Stéfano, Argentijns/Spaans voetballer (overleden 2014)
- 5 - Bloeme Evers-Emden, Nederlands ontwikkelingspsycholoog (overleden 2016)
- 5 - Haya van Someren-Downer, Nederlands politica (overleden 1980)
- 8 - Elisabeth Kübler-Ross, Zwitsers-Amerikaans psychiater (overleden 2004)
- 9 - Pedro Dellacha, Argentijns voetballer (overleden 2010)
- 9 - Ben Mottelson, Amerikaans-Deens natuurkundige en Nobelprijswinnaar (overleden 2022)
- 10 - Dzjaba Ioseliani, Georgisch politicus (overleden 2003)
- 10 - Tony Settember, Amerikaans autocoureur (overleden 2014)
- 14 - Harry Dean Stanton, Amerikaans acteur, musicus en zanger (overleden 2017)
- 15 - Driss Chraïbi, Marokkaans schrijver (overleden 2007)
- 16 - Wally Campbell, Amerikaans autocoureur (overleden 1954)
- 16 - Évariste Kimba, Congolees politicus (overleden 1966)
- 16 - Heinrich Kwiatkowski, Duits voetbaldoelman (overleden 2008)
- 18 - Norbert Joris, Belgisch ondernemer en bestuurder (overleden 2021)
- 19 - Helen Gallagher, Amerikaans actrice (overleden 2024)
- 21 - Norman Jewison, Canadees acteur, regisseur en filmproducent (overleden 2024)
- 21 - Karel Reisz, Tsjechisch-Brits filmregisseur (overleden 2002)
- 22 - Wolfgang Iser, Duits anglist en literatuurwetenschapper (overleden 2007)
- 22 - James Packer, Brits-Canadees theoloog (overleden 2020)
- 23 - Ernst Stern, Nederlands theoloog (overleden 2007)
- 23 - Luigi Pinedo, Curaçaos kunstschilder (overleden 2007)
- 24 - Hans Günter Winkler, Duits springruiter (overleden 2018)
- 26 - James Best, Amerikaans acteur (overleden 2015)
- 30 - Albert Dingemans Wierts, Nederlands burgemeester (overleden 1998)
- 31 - Hilary Putnam, Amerikaans filosoof (overleden 2016)

### augustus
- 1 - Esseliene Christiene Fabies, Surinaams zangeres (overleden 2008)
- 1 - Veikko Karvonen, Fins langeafstandsloper (overleden 2007)
- 1 - Karl Kohn, Oostenrijks-Amerikaanse componist, muziekpedagoog en pianist (overleden 2024)
- 2 - Annie Geeraerts, Belgisch actrice
- 3 - Tony Bennett, Amerikaans zanger (overleden 2023)
- 3 - Fred Bunao, Filipijns dichter (overleden 2010)
- 3 - Gordon Scott, Amerikaans acteur (overleden 2007)
- 5 - Betsy Jolas, Frans-Amerikaans componiste
- 6 - Klaas van Rosmalen, Nederlands beeldhouwer en kunstschilder (overleden 2008)
- 6 - Francesco Somaini, Italiaans beeldhouwer (overleden 2005)
- 6 - Richard S. Saylor, Amerikaans componist, muziekpedagoog en dirigent
- 8 - Richard Anderson, Amerikaans acteur (overleden 2017)
- 8 - Piero Drogo, Italiaans Formule 1-coureur (overleden 1973)
- 10 - Marie-Claire Alain, Frans organiste (overleden 2013)
- 11 - Aaron Klug, Brits scheikundige en biochemicus (overleden 2018)
- 12 - John Derek, Amerikaans acteur (overleden 1998)
- 12 - Paul Suter, Zwitsers beeldhouwer (overleden 2009)
- 13 - Fidel Castro, president van Cuba (overleden 2016)
- 14 - Agostino Cacciavillan, Italiaans kardinaal (overleden 2022)
- 14 - René Goscinny, Frans stripauteur (Asterix) (overleden 1977)
- 14 - Buddy Greco, Amerikaans zanger en pianist (overleden 2017)
- 15 - Julius Katchen, Amerikaans pianist (overleden 1969)
- 16 - Billy Brooks, Amerikaans jazztrompettist en -componist (overleden 2002)
- 16 - Tinus Tels, Nederlands natuur- en scheikundige, hoogleraar en rector magnificus (overleden 2008)
- 17 - Jiang Zemin, Chinees politicus en partijleider (overleden 2022)
- 18 - Larry Alcala, Filipijns striptekenaar, cartoonist en illustrator (overleden 2002)
- 18 - Marieke Eisma, Nederlands tekenares en emailleur (overleden 2004)
- 19 - Johnny Boyd, Amerikaans Formule 1-coureur (overleden 2003
- 19 - Annie Palmen, Nederlands zangeres (overleden 2000)
- 19 - Angus Scrimm, Amerikaans acteur (overleden 2016)
- 21 - Fons Cornelissen, Belgisch politicus
- 21 - Marian Jaworski, Oekraïens kardinaal en aartsbisschop (overleden 2020)
- 21 - Ben-Zion Orgad, Israëlisch componist (overleden 2006)
- 22 - Henri Knuts, Belgisch politicus  (overleden 1989)
- 26 - Yitzchok Tuvia Weiss, Israëlisch opperrabijn (overleden 2022)
- 27 - George Brecht, Amerikaans kunstenaar (overleden 2008)
- 27 - Paula D'Hondt, Belgisch politica (overleden 2022)
- 27 - Kristen Nygaard, Noors computerpionier en politicus (overleden 2014)
- 27 - Reg Watson, Australisch televisieproducent (overleden 2019)
- 28 - Jan Debrouwere, Belgisch politicus en journalist (overleden 2009)
- 29 - Jean Bourguignon, Belgisch uitvinder (overleden 1981)
- 29 - Jos Daems, Belgisch liberaal senator en wijnhandelaar (overleden 1983)
- 29 - Huberte Hanquet, Belgisch volksvertegenwoordiger en senator (overleden 2018)
- 31 - Jan de Koning, Nederlands minister (overleden 1994)
- 31 - Harry Notenboom, Nederlands bestuurder, hoogleraar en politicus (overleden 2023)
- 31 - Hans Rytterkvist, Zweeds componist (overleden 1998)

### september
- 1 - Alfons Danckaerts, Belgisch atleet (overleden 2014)
- 2 - Ibrahim Nasir, president van de Maldiven (overleden 2008)
- 6 - Claus van Amsberg, Prins der Nederlanden (overleden 2002)
- 6 - Abe Bonnema, Nederlands architect (overleden 2001)
- 6 - Bert Hurink, Nederlands burgemeester (overleden 2008)
- 6 – Louis Overbeeke, Nederlands voetballer (overleden 1989)
- 7 - Ed Warren, Amerikaans paranormale onderzoeker en auteur (overleden 2006)
- 8 - Henry Faas, Nederlands politiek journalist en publicist (overleden 1990)
- 9 - Hector Gosset, Belgisch atleet (overleden 2007)
- 9 - Adila Namazova, Azerbeidzjaans kinderarts en cardiologe (overleden 2020)
- 9 - Yusuf al-Qaradawi, Egyptisch soenni-geleerde (overleden 2022)
- 9 - Peter Schiff, eerste jeugdliefde van Anne Frank (overleden 1945)
- 12 - Paul Janssen, Belgisch arts en farmacoloog (overleden 2003)
- 15 - Shohei Imamura, Japans filmregisseur (overleden 2006)
- 15 - Jean-Pierre Serre, Frans wiskundige
- 15 - Jenny Tanghe, Belgisch actrice (overleden 2009)
- 16 - Robert H. Schuller, Amerikaanse televisiedominee (overleden 2015)
- 17 - Mohamed Chafik, Marokkaans schrijver
- 17 - Jean-Marie Lustiger, Joods-Frans aartsbisschop en kardinaal (overleden 2007)
- 18 - Foekje Dillema, Nederlands atlete (overleden 2007)
- 18 - Abel Goumba, Centraal-Afrikaans politicus (overleden 2009)
- 18 - Joe Kubert, Amerikaans striptekenaar (overleden 2012)
- 19 - Pierre Janssen, Nederlands journalist, conservator en televisiepresentator (overleden 2007)
- 19 - Masatoshi Koshiba, Japans natuurkundige en Nobelprijswinnaar (overleden 2020)
- 20 - Frédéric Bastet, Nederlands archeoloog, kunsthistoricus, schrijver, essayist, dichter en biograaf (overleden 2008)
- 21 - Joan Botam i Casals, Spaans kapucijn, theoloog en catalanist (overleden 2023)
- 21 - Donald Glaser, Amerikaans natuurkundige, neurobioloog en Nobelprijswinnaar (overleden 2013)
- 22 - Louis Schoenmakers, Belgisch politicus (overleden 2012)
- 23 - John Coltrane, Amerikaans jazzsaxofonist (overleden 1967)
- 23 - Pieke Dassen, Nederlands poppenspeler (overleden 2007)
- 23 - Joris Schouten, Nederlands landbouwvoorman en politicus (overleden 2021)
- 25 - Johan van Dorsten, Nederlands schrijver (overleden 2020)
- 25 - Sergej Filatov, Sovjet-Russisch ruiter (overleden 1997)
- 27 - Jan Breman, Nederlands diplomaat, vliegenier, schrijver (overleden 2020)
- 30 - Jan Lammers, Nederlands atleet (overleden 2011)
- 30 - Fré Vooys-Bosma, Nederlands politica (Haags wethouder) (overleden 2020)

### oktober
- 1 - Max Morath, Amerikaans ragtimepianist, componist en auteur (overleden 2023)
- 4 - Robert Bush, Amerikaans marinier en ondernemer (overleden 2005)
- 5 - Coen Dillen, Nederlands voetballer (overleden 1990)
- 5 - Max Moszkowicz sr., Nederlands advocaat (overleden 2022)
- 5 - Gab Weis, Luxemburgs striptekenaar (overleden 1994)
- 7 - Marcello Abbado, Italiaans componist, dirigent en pianist (overleden 2020)
- 9 - Marc Beckwé, Belgisch politicus (overleden 2023)
- 9 - Danièle Delorme, Frans actrice (overleden 2015)
- 9 - Shi Jiuyong, Chinees jurist; rechter bij het Internationaal Gerechtshof (overleden 2022)
- 10 - Ralph Liguori, Amerikaans autocoureur (overleden 2020)
- 11 - Thich Nhat Hanh, Vietnamees boeddhistisch monnik, vredesactivist, dichter en schrijver (overleden 2022)
- 12 - Narinder Singh Kapany, Indiaas-Amerikaans natuurkundige (overleden 2020)
- 12 - Nikita Simonjan, Russisch voetballer en trainer
- 12 - Joop Smits, Nederlands presentator en zanger (overleden 2003)
- 14 - Willy Alberti, Nederlands zanger (overleden 1985)
- 15 - Michel Foucault, Frans filosoof (overleden 1984)
- 17 - Julie Adams, Amerikaans actrice (overleden 2019)
- 17 - Beverly Garland, Amerikaans actrice (overleden 2008)
- 18 - Chuck Berry, Amerikaans rock-'n-roll-zanger en -gitarist (overleden 2017)
- 18 - Klaus Kinski, Duits acteur (overleden 1991)
- 21 - Leo Kirch, Duits mediamagnaat (overleden 2011)
- 21 - Marga Richter, Amerikaans componiste en pianiste (overleden 2020)
- 23 - Jean Warland, Belgisch jazzbassist, -componist en -arrangeur (overleden 2015)
- 29 - Willy Schmidt, Nederlands voetballer (overleden 2020)
- 30 - Jacques Swaters, Belgisch autocoureur (overleden 2010)
- 31 - Jimmy Savile, Brits presentator en diskjockey; zedendelictverdachte (overleden 2011)

### november
- 1 - Günter de Bruyn, (Oost-)Duits schrijver (overleden 2020)
- 1 - Gottfried Diener, Zwitsers bobsleeër (overleden 2015)
- 1 - Lou Donaldson, Amerikaans jazzsaxofonist, -componist en orkestleider (overleden 2024)
- 1 - Bob Veith, Amerikaans autocoureur (overleden 2006)
- 1 - Frans Winkel, Nederlands burgemeester en politicus (overleden 2016)
- 2 - Henri Haest, Belgisch atleet (overleden 1997)
- 3 - Valdas Adamkus, Litouws president
- 3 - Mousse Boulanger, Zwitsers schrijfster, actrice en comédienne (overleden 2023)
- 3 - Jaap Ploos van Amstel, Nederlands beeldend kunstenaar (overleden 2022)
- 5 - John Berger, Brits schilder, schrijver, dichter en essayist (overleden 2017)
- 7 - Ergilio Hato, Antilliaans voetballer (overleden 2003)
- 7 - Joan Sutherland, Australisch operazangeres (overleden 2010)
- 8 - Peter van Pels, dook samen met Anne Frank onder in het Achterhuis (overleden 1945)
- 9 - Hugh Leonard, Iers toneelschrijver (overleden 2009)
- 9 - Cornelis Zitman, Nederlands beeldhouwer en tekenaar (overleden 2016)
- 11 - Maria Teresa de Filippis, Italiaans autocoureur en eerste vrouw in de Formule 1 (overleden 2016)
- 12 - Tony Corsari, Belgisch televisiepresentator en quizmaster (overleden 2011)
- 13 - Gerrit van der Hoeven, Nederlands atleet (overleden 2015)
- 17 - Christopher Weeramantry, Sri Lankaans advocaat, hoogleraar en rechter (overleden 2017)
- 19 - Alfred Blondel, Belgisch beeldhouwer (overleden 2023)
- 19 - Jeane Kirkpatrick, Amerikaans politicologe, politica en diplomate (overleden 2006)
- 19 - Emanuel Kummer, Nederlands schrijver, vertaler en literatuurwetenschapper (overleden 2016)
- 19 - Pino Rauti, Italiaans politicus (overleden 2012)
- 20 - John Gardner, Engels anglicaans priester, journalist, theatercriticus en schrijver (o.a. James Bondboeken) (overleden (2007)
- 20 - Arturo Luz, Filipijns beeldend kunstenaar en nationaal kunstenaar van de Filipijnen (overleden 2021)
- 23 - R.L. Burnside, Amerikaans gitarist en blueszanger (overleden 2005)
- 24 - Fred Benavente, Nederlands programmamaker, acteur, zanger en tekstschrijver (overleden 2005)
- 24 - Tsung-Dao Lee, Chinees-Amerikaans natuurkundige en Nobelprijswinnaar (overleden 2024)
- 24 - Jaap van de Scheur, Nederlands vakbondsman en gemeenteraadslid (overleden 2002)
- 25 - Greetje Galliard, Nederlands zwemster (overleden 2019)
- 25 - Jeffrey Hunter, Amerikaans acteur (overleden 1969)
- 26 - Armand Penverne, Frans voetballer (overleden 2012)
- 26 - Ralf Wolter, Duits acteur (overleden 2022)
- 30 - Andrew Schally, Amerikaans endocrinoloog en Nobelprijswinnaar (overleden 2024)

### december
- 1 - Onofre Corpuz, Filipijns wetenschapper, minister en universiteitsbestuurder (overleden 2013)
- 1 - Charles Gérard, Frans acteur (overleden 2019)
- 1 - Ted Hazekamp, Nederlands politicus (overleden 1987)
- 1 - Mieczysław Rakowski, Pools journalist en politicus (o.a. premier 1988-1989) (overleden 2008)
- 2 - Willem van der Poel, Nederlands computerpionier, informaticus en hoogleraar (overleden 2024)
- 2 - Rudi Polder, Nederlandse kunstschilder (overleden 2016)
- 6 - Sergio Corbucci, Italiaans filmregisseur (overleden 1990)
- 8 - Azar Andami, Iraans arts en bacterioloog (overleden 1984)
- 8 - Joachim Fest, Duits journalist en historicus (overleden 2006)
- 8 - Baukje Jongsma, Nederlands atlete (overleden 2013)
- 9 - Ed Elisian, Amerikaans autocoureur (overleden 1959)
- 9 - Henry Kendall, Amerikaans natuurkundige (overleden 1999)
- 9 - Jan Křesadlo, Tsjechisch schrijver en dichter (overleden 1995)
- 9 - José Luis Sánchez, Spaans beeldhouwer (overleden 2018)
- 10 - Nikolaj Tisjtsjenko, Sovjet voetballer (overleden 1981)
- 12 - Shrinivási (= Martinus Haridat Lutchman), Surinaams dichter (overleden 2019)
- 13 - Walter Flamme, Duits toneelacteur (overleden 2012)
- 14 - María Elena Marqués, Mexicaans actrice (overleden 2008)
- 15 - Wouter Ingwersen, Nederlands architect (overleden 2011)
- 15 - Hans Tyderle, Duits tekenaar en kunstschilder
- 15 - Emmanuel Wamala, Oegandees geestelijke en kardinaal
- 17 - Patrice Wymore, Amerikaanse actrice (overleden 2014)
- 18 - Thérèse Cornips, Nederlands vertaalster (overleden 2016)
- 19 - Gustavo Arcos, Cubaans revolutionair, ambassadeur en dissident (overleden 2006)
- 19 - Peter Pappenheim, Nederlands econoom en alpineskiër (overleden 2021)
- 21 - Arnošt Lustig, Tsjechisch schrijver en journalist (overleden 2011)
- 22 - Alcides Ghiggia, Uruguayaans/Italiaans voetballer (overleden 2015)
- 23 - Heinz Graffunder, Duits architect (overleden 1994)
- 23 - Jorge Medina Estévez, Chileens kardinaal (overleden 2021)
- 23 - Diny de Neef, Nederlands actrice (overleden 1978)
- 25 - Ellen Beerthuis-Roos, Nederlands beeldhouwster
- 25 - Ann Hasekamp, Nederlands actrice (overleden 2009)
- 25 - Leon Melchior, Nederlands bouwondernemer en sportbestuurder (overleden 2015)
- 25 - Josje Smit, Nederlands beeldend kunstenares (overleden 2003)
- 27 - Rommert Politiek, Nederlands hoogleraar veefokkerij (overleden 2014)
- 28 - Eddie Kaye, Amerikaans jazz-tenorsaxofonist (overleden 2013)
- 29 - Emile van Leent , Nederlands politicus (overleden 1993)
- 29 - Eddy Tiel, Nederlands hockeyer (overleden 1993)

### datum onbekend
- Gebre Birkay, Ethiopisch atleet
- Louise de Montel, Surinaams-Nederlands zangeres (overleden 1993)

## Overleden
januari
- 4 - Margaretha van Savoye (74), Koningin-moeder van Italië
- 5 - Victor Bendix (74), Deens componist/dirigent/pianist
- 23 - Olaf Jørgensen (63), Noors organist, componist

februari
- 2 - Jules Cran (49), Belgisch kunstenaar
- 3 - Paul Sédir (55), Frans schrijver en mysticus
- 21 - Heike Kamerlingh Onnes (72), Nederlands natuurkundige

maart
- 9 - Mikao Usui (60), Japans grondlegger/ontdekker van reiki
- 20 - Louise van Denemarken (74), oorspronkelijk een Zweeds prinses
- 28 - Filips van Orléans (57), troonpretendent van Frankrijk

april
- 25 - Ellen Key (76), Zweeds pedagoog, schrijver en feminist

mei
- 23 - Hans von Koessler (73), Duits componist

juni
- 10 - Antoni Gaudí (73), Spaans architect
- 18 - Olga Konstantinova van Rusland (74)

juli
- 2 - Émile Coué (69), Frans psycholoog
- 8 - Léonie de Waha (90), Belgisch feministe, filantroop, opvoeder en Waals activiste
- 20 - Feliks Dzerzjinski (48), Russisch revolutionair

augustus
- 12 - Carlos Brown (44), Argentijns voetballer
- 23 - Rudolph Valentino (31), Italiaans-Amerikaans acteur
- 25 - Thomas Moran (89), Engels-Amerikaans kunstschilder en etser

september
- 9 - Anton Jørgen Andersen, (80), Noors componist/cellist
- 12 - Henri Albers (60), Nederlands-Frans operazanger
- 28 - Helen Allingham (78), Engels illustratrice en aquarelliste

oktober
- 3 - Otto Eerelman (87), Nederlands kunstschilder
- 15 - Chris Hooijkaas (65), Nederlands zeiler
- 31 - Harry Houdini (52), Amerikaans boeienkoning en illusionist

november
- 15 - Franz-Serafin Exner (77), Oostenrijks natuurkundige
- 26 - John Browning (71), Amerikaanse vuurwapenontwerper

december
- 5 - Claude Monet (86), Frans impressionistisch schilder
- 8 - Jan Six (69), Nederlands kunsthistoricus en archeoloog
- 10 - Nikola Pašić (80), Servisch premier
- 14 - Théo van Rysselberghe (64), Belgisch schilder
- 25 - Yoshihito (47), Japans keizer
- 29 - Rainer Maria Rilke (51), Duitstalig dichter

## Weerextremen in België
- 7 januari: Uitzonderlijk hoge waterstanden van de Maas en haar bijrivieren veroorzaken overstromingen. Door de grootte van de schade is dit een van de drie meest catastrofale overstromingen van de eeuw in de Maasvallei (samen met december 1993 en januari 1995).
- 28 februari: Minimumtemperatuur in Ukkel slechts 2 keer onder het vriespunt.
- februari: februari met hoogste gemiddelde dampdruk: 9,2 hPa (normaal 6,5 hPa).
- februari: februari met hoogste gemiddelde minimumtemperatuur: 4,8 °C (normaal 0,3 °C).
- 31 oktober: Natste oktober-decade ooit: 104,8 mm neerslag in Ukkel.

Bron: KMI Gegevens Ukkel 1901-2003  met aanvullingen 